# WIOU
WIOU est une série télévisée américaine créée par John Eisendrath et Kathryn Pratt, diffusée du 24 octobre 1990 au 20 mars 1991 sur CBS.

## Synopsis
La série se déroule dans le département des nouvelles d'une chaîne de télévision fictive dont l'indicatif actuel est WNDY, mais qui est surnommé WIOU par son personnel en raison des luttes financières perpétuelles de la station.

## Distribution
- John Shea : Hank Zaret
- Helen Shaver : Kelby Robinson
- Harris Yulin : Neal Frazier
- Dick Van Patten : Floyd Graham
- Mariette Hartley : Liz McVay
- Kate McNeil : Taylor Young
- Phil Morris : Eddie Brock
- Wallace Langham : Willis Teitelbaum
- Jayne Brook : Ann Hudson
- Joe Grifasi : Tony Pro
- Robin Gammell : Kevin Doherty

## Production

### Attribution des rôles
La série met en vedette John Shea en tant que directeur des nouvelles Hank Zaret. La distribution comprend également Mariette Hartley en tant que producteur exécutif Liz McVay ; Harris Yulin et Helen Shaver, en tant que présentateurs de nouvelles Neal Frazier et Kelby Robinson ; Phil Morris, en tant que journaliste agressif Eddie Bock ; Jayne Brook, en tant que journaliste Ann Hudson ; Kate McNeil, en tant que journaliste Taylor Young ; Dick Van Patten, en tant que météorologue vieillissant Floyd Graham et Wallace Langham, en tant que stagiaire de nouvelles Willis Teitelbaum.

### Fiche technique
- Titre original : WIOU
- Création : John Eisendrath, Kathryn Pratt
- Réalisation : Donna Deitch, Jan Eliasberg, Arthur Allan Seidelman
- Scénario : John Eisendrath, Kathryn Pratt
- Musique : Gary Chang
- Production : Michelle Ashford, Scott Brazil (exécutive)
- Société(s) de production : GTG Entertainment, Orion Television
- Société(s) de distribution : MGM Television
- Pays d'origine :  États-Unis
- Langue originale : Anglais
- Genre : Dramatique
- Durée : 60 minutes

## Épisodes
1. Titre français inconnu (Pilot)
2. Titre français inconnu (Appearances)
3. Titre français inconnu (The Inquisition)
4. Titre français inconnu (Do the Wrong Thing)
5. Titre français inconnu (One Point, No Light)
6. Titre français inconnu (They Shoot Sources, Don't They?)
7. Titre français inconnu (Diamond Dogs)
8. Titre français inconnu (Mother Nature's Son)
9. Titre français inconnu (Ode to Sizzling Sal)
10. Titre français inconnu (Labored Relations)
11. Titre français inconnu (Without Prejudice / Bleeds, It Leads)
12. Titre français inconnu (Pair o' Guys Lost)
13. Titre français inconnu (Three Women and a Baby)
14. Titre français inconnu (One Flew Over the Anchor Desk)